# Feiertage in Österreich
Die Feiertage in Österreich oder arbeitsfreien Tage werden entweder nach Bundesrecht oder Landesrecht verbindlich eingeführt oder durch Kollektivvertrag zwischen den Sozialpartnern vereinbart.

## Feiertage
Die gesetzlichen Feiertage nach Bundesrecht sind im Arbeitsruhe- und im Feiertagsruhegesetz geregelt. Auf Basis von §7 des Arbeitsruhegesetzes gibt es 13 gesetzliche Feiertage für alle. § 7a des Arbeitsruhegesetzes garantiert Arbeitnehmenden zudem einen weiteren Tag pro Jahr, den sie einseitig als Urlaubstag konsumieren können, umgangssprachlich spricht man hier vom „persönlichen Feiertag“.
Eine Besonderheit betrifft die Angehörigen der Israelitischen Glaubensgemeinschaft: Sie haben auf Grundlage einer Beilage zum Generalkollektivvertrag vom 6. März 1953 zu Jom Kippur arbeitsfrei. Der Generalkollektivvertrag von 1952 selber ist nach wie vor in Kraft, jedoch sind die darin enthaltenen Bestimmungen, die nur für Angehörige der evangelischen Kirchen AB und HB, der Altkatholischen Kirche und der Evangelisch-methodistischen Kirche gelten und Sonderregelungen für den Karfreitag vorsehen, seit 2019 unwirksam. Für diesen Tag gelten aber noch allgemeine veranstaltungsrechtliche Vorschriften.
Zudem gibt es Feiertage nach Landesrecht, die nur in den jeweiligen Bundesländern gelten und dort oft nur Schulen, Ämter und Behörden betreffen. Das sind insbesondere die des Landespatrons.
Von den 13 gesetzlichen Feiertagen basieren acht auf dem Konkordat der Republik Österreich mit dem Heiligen Stuhl, das am 5. Juni 1933 im Vatikan unterfertigt wurde und unter Bundeskanzler Engelbert Dollfuß mit 1. Mai 1934 in Kraft getreten ist. Durch das Konkordat sind neben den Sonntagen folgende acht Feiertage geschützt: Neujahrstag (1. Jänner), Epiphanie (6. Jänner), der Himmelfahrtstag, Fronleichnam, Mariä Himmelfahrt (15. August), Allerheiligen (1. November), der Tag der unbefleckten Empfängnis (8. Dezember) und der Weihnachtstag (25. Dezember).

### Gesetzliche Feiertage
Die gesetzlichen Feiertage nach § 7 Arbeitsruhegesetz (Feiertagsruhe) respektive § 1 Feiertagsruhegesetz 1957 sind diejenigen, die – bis auf eine Ausnahme – für alle Österreicher ungeachtet der Religionszugehörigkeit gelten.
Die im Folgenden gelb unterlegten Feiertage sind keine generell arbeitsfreien Tage nach dem Arbeitsruhegesetz, sondern unterliegen anderen Regelungen.
Die in den Kollektivverträgen geregelten Feiertage sind mit (KV) markiert.
So ist zum Beispiel im Bereich des Kollektivvertrags Telekommunikation der 24. und der 31. Dezember arbeitsfrei, bei notwendigen Arbeiten fällt Feiertagsvergütung an.
Im Handel endet am 24. Dezember die Arbeitszeit um 14 Uhr, am 31. Dezember um 17 Uhr, für eine allfällige Arbeitszeit darüber hinaus fällt ein Überstundenzuschlag von 50 % an, sofern es sich um eine zulässige Ausnahme handelt (z. B. Christbaumverkauf).
Die kirchlichen Feiertage Ostersonntag und Pfingstsonntag sind keine gesondert ausgewiesenen Feiertage, da sie zwangsläufig auf einen Sonntag fallen.
| Feiertag                    | Datum                              | Bundesland | Bundesland | Bundesland | Bundesland | Bundesland | Bundesland | Bundesland | Bundesland | Bundesland |
| Feiertag                    | Datum                              | B          | K          | N          | O          | S          | St         | T          | V          | W          |
| --------------------------- | ---------------------------------- | ---------- | ---------- | ---------- | ---------- | ---------- | ---------- | ---------- | ---------- | ---------- |
| Neujahr                     | 1. Jänner                          | •          | •          | •          | •          | •          | •          | •          | •          | •          |
| Heilige Drei Könige         | 6. Jänner                          | •          | •          | •          | •          | •          | •          | •          | •          | •          |
| Josef (5)                   | 19. März                           |            | •          |            |            |            | •          | •          | •          |            |
| Ostermontag                 | beweglich (Ostersonntag + 1 Tag)   | •          | •          | •          | •          | •          | •          | •          | •          | •          |
| Staatsfeiertag              | 1. Mai                             | •          | •          | •          | •          | •          | •          | •          | •          | •          |
| Florian (4) (5)             | 4. Mai                             |            |            |            | •          |            |            |            |            |            |
| Christi Himmelfahrt         | beweglich (Ostersonntag + 39 Tage) | •          | •          | •          | •          | •          | •          | •          | •          | •          |
| Pfingstmontag               | beweglich (Ostersonntag + 50 Tage) | •          | •          | •          | •          | •          | •          | •          | •          | •          |
| Fronleichnam                | beweglich (Ostersonntag + 60 Tage) | •          | •          | •          | •          | •          | •          | •          | •          | •          |
| Mariä Himmelfahrt (7)       | 15. August                         | •          | •          | •          | •          | •          | •          | •          | •          | •          |
| Rupert (5)                  | 24. September                      |            |            |            |            | •          |            |            |            |            |
| Tag der Volksabstimmung (5) | 10. Oktober                        |            | •          |            |            |            |            |            |            |            |
| Nationalfeiertag            | 26. Oktober                        | •          | •          | •          | •          | •          | •          | •          | •          | •          |
| Allerheiligen               | 1. November                        | •          | •          | •          | •          | •          | •          | •          | •          | •          |
| Martin (5)                  | 11. November                       | •          |            |            |            |            |            |            |            |            |
| Leopold (3) (5)             | 15. November                       |            |            | •          |            |            |            |            |            | •          |
| Mariä Empfängnis (2)        | 8. Dezember                        | •          | •          | •          | •          | •          | •          | •          | •          | •          |
| Heiliger Abend (KV)         | 24. Dezember                       | •          | •          | •          | •          | •          | •          | •          | •          | •          |
| Christtag                   | 25. Dezember                       | •          | •          | •          | •          | •          | •          | •          | •          | •          |
| Stefanitag                  | 26. Dezember                       | •          | •          | •          | •          | •          | •          | •          | •          | •          |
| Silvester (KV)              | 31. Dezember                       | •          | •          | •          | •          | •          | •          | •          | •          | •          |
| Feiertage                   | Datum                              | B          | K          | N          | O          | S          | St         | T          | V          | W          |
| Gesamtzahl (6)              |                                    | 17         | 18         | 17         | 17         | 17         | 17         | 17         | 17         | 17         |

## Veranstaltungsbeschränkungen
In den meisten Bundesländern sind „Veranstaltungen, die dem Charakter des Tages [nicht] gerecht werden“ bzw. „die religiösen Gefühle der Bevölkerung zu verletzen geeignet sind“, am Karfreitag durch das jeweilige Veranstaltungsgesetz untersagt und in einigen Bundesländern auch am 24. Dezember.
Veranstaltungen, die über Mitternacht hinaus gehen, müssen üblicherweise nicht abgebrochen werden.
- In Kärnten sind zu Karfreitag und am 24. Dezember Veranstaltungen generell verboten und jene am Karsamstag dürfen erst um 14 Uhr beginnen. Dies gilt auch für Sportveranstaltungen mit Publikum (nicht aber für Wetten auf solche) und Theateraufführungen,[9] auch wenn Verstöße lange Zeit nicht angezeigt wurden und es erst wieder seit 2012 nach der öffentlichen Diskussion um ein Eishockeyspiel beachtet wird. Die Kinos hatten 2012 offen, 2013 und 2014 war es je nach Betrieb unterschiedlich, manche wurden angezeigt.[10][11]

Das Verbot gilt nach § 1 Abs. 2 nicht für historische Brauchtumsveranstaltungen (etwa Ostermärkte); bestehende Musikautomaten; Veranstaltungen auf öffentlichen Straßen und Plätzen ohne Musikdarbietung oder genehmigungspflichtigen Bauten; Tanzunterricht; Betrieb von Sportstätten im Freien ohne bauliche oder technische Einrichtungen (beispielsweise Natureisbahn und Golfplatz); Skipisten; gewerbsmäßige Wettvermittlung aus Anlass sportlicher Veranstaltungen; Spielautomaten; Peep-Shows, Stripteasevorführungen, Table-Dance nach Kärntner Prostitutionsgesetz; Veranstaltungen unter ausschließlicher gesetzlicher Zuständigkeit des Bundes (etwa Bundesmuseen, Bundesheer und Bundespolizei in Erfüllung ihrer gesetzlichen Aufgaben, unter dem Glücksspielmonopol des Bundes, nach dem Versammlungsgesetz, zur Ausübung eines Glaubens oder einer Weltanschauung, Spiele in Gewerbebetrieben mit Sonntagsöffnung (Bahnhofskiosk, Tankstelle), Ausstellen von Mustern und Waren durch Gewerbetreibende); Ausstellungen in Museen oder Archiven; Kindergarten-, Schul- und Heimveranstaltungen für Bildungszwecke; Land- und Forstwirtschaftliche Ausstellungen.
- In Oberösterreich entfiel die Bestimmung mit Zusammenlegung des Veranstaltungsgesetzes und des Lichtspielgesetzes zum Veranstaltungssicherheitsgesetz mit 1. Jänner 2008. Nach § 7 Abs. 5 dieses Gesetzes dürfen sogar anzeigepflichtige Veranstaltungen aus religiösen oder politischen Gründen nicht untersagt werden[12] und keine diesbezüglichen Auflagen, Bedingungen und Befristungen vorgeschrieben werden.
- In der Steiermark ist die Bestimmung durch das Steiermärkische Veranstaltungsgesetz 2012 mit 1. November 2012 aufgehoben.

| Veranstaltungen                           | Veranstaltungen | Veranstaltungen | Veranstaltungen | Veranstaltungen | Veranstaltungen | Veranstaltungen | Veranstaltungen | Veranstaltungen | Veranstaltungen |
| Tag                                       | W               | N               | B               | O               | S               | T               | V               | St              | K               |
| ----------------------------------------- | --------------- | --------------- | --------------- | --------------- | --------------- | --------------- | --------------- | --------------- | --------------- |
| Karfreitag                                | G               | G               | G               |                 | G               |                 |                 |                 | G               |
| Karsamstag                                |                 |                 |                 |                 |                 |                 |                 |                 | bis 14 Uhr      |
| 24. Dezember                              | G               | G               | G               |                 | G               |                 |                 |                 | G               |
| Staats- oder Landestrauer nach Verordnung |                 | G               | G               |                 | G               | G               |                 |                 |                 |
| Gesetzliche Grundlage                     | § 26 WVAG       | § 2 NöVAG       | § 16 BVAG       | § 7 OöVASiG     | § 22 SVAG       | § 20 TVAG       | § 9 VVAG        | StVAG           | § 8 KVAG        |
| spezielle Kino-Bestimmungen               |                 |                 |                 |                 |                 |                 |                 |                 |                 |
| Karfreitag                                | G               |                 |                 |                 |                 |                 |                 |                 |                 |
| 24. Dezember                              | G               |                 |                 |                 |                 |                 |                 |                 |                 |
| Staats- oder Landestrauer nach Verordnung |                 |                 |                 |                 |                 |                 |                 |                 |                 |
| Gesetzliche Grundlage                     | § 17 Kino-G     | -               | -               | -               | -               | -               | -               | § 0 Lichtsp-G   | -               |

Legende:
       G         verboten

       G         dem Charakter des Tages entsprechend

       G         dem Charakter des Tages entsprechend und die religiösen Gefühle nicht verletzend

                   keine Einschränkung
Ein Tanzverbot gab es in Österreich zuletzt nur noch in Tirol (bis 2004) und in Oberösterreich (bis 2007).